# Моцетта

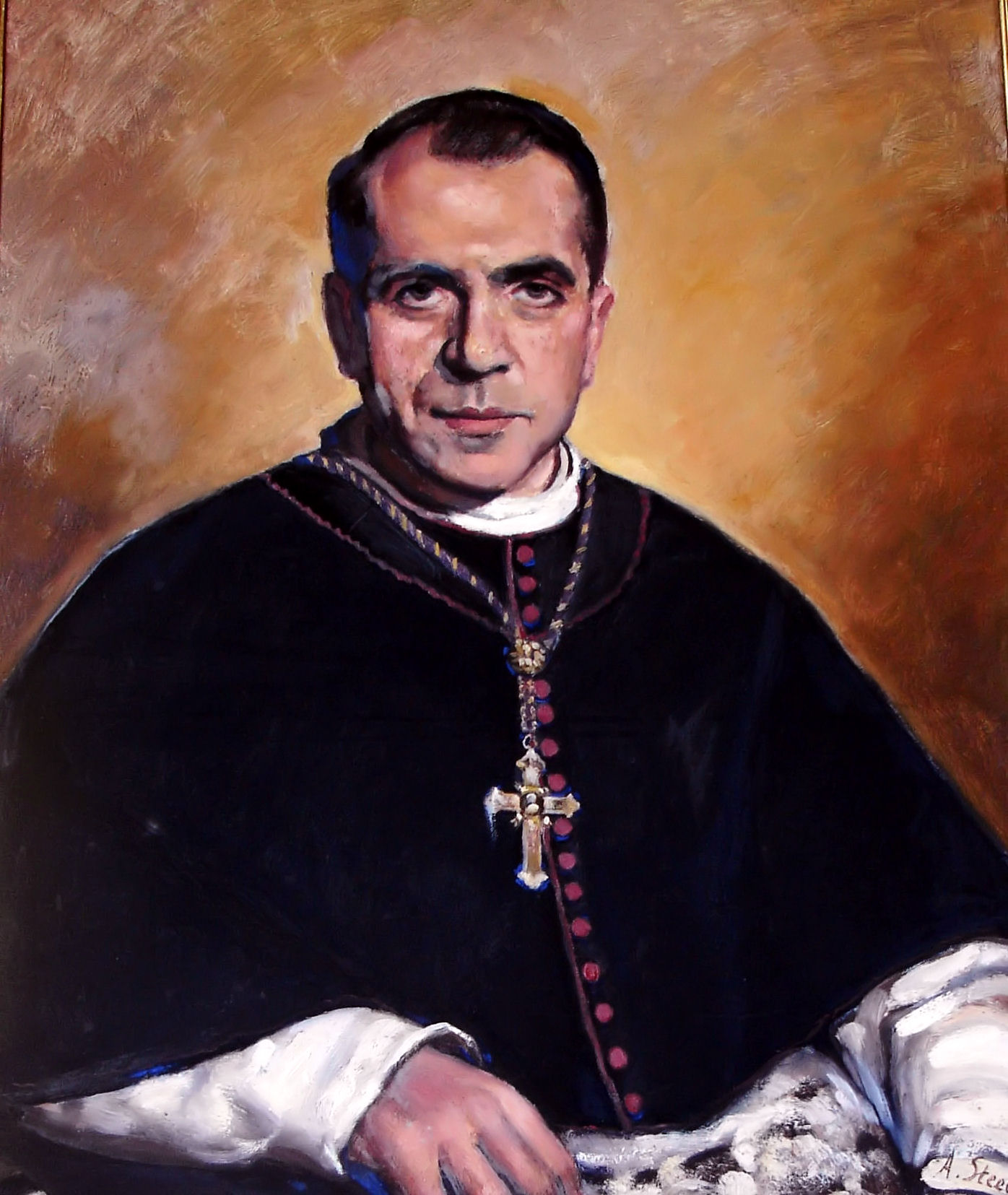
Каміель Вінк, канонік, настоятель і диякон (помер у березні 2007 року)

Моце́тта (італ. mozzetta) — одяг, що має форму короткої накидки, яка обіймає плечі і спускається до ліктів. Є хоровим одягом для нелітургійних урочистостей вищого духівництва католицької церкви, а саме: Папи Римського, кардиналів, абатів, настоятелів орденів та каноніків. Використовується також англіканським кліром. З'явилась приблизно в XV ст.

До реформ папи Павла VI моцетта мала позаду невеликий каптур та кардинали мали особливий привілей поєднувати моцетту з мантелеттою. Але тепер каптур зберігся лише на моцетті Папи Римського і деяких каноніків.

## Колір моцетти
Колір моцетти залежить від ієрархічного положення того, хто її носить. Вона традиційно носиться з рясою, яка має такий же колір. Єпископи носять моцетту фіолетового кольору, а кардинали — червоного. Представники монаших орденів та конґреґацій використовують моцетту кольору свого орденського одягу (чорного, білого, блакитного і т. д.). Загалом же привілей носити моцетту традиційно надається папою.

## Папська моцетта
Папська моцетта завжди червоного кольору.
Папа носить моцетту двох видів — одну, так звану літню, з червоного атла́су та іншу, зимову, з червоного оксамиту і підбиту горностаєвим хутром. Другий вид моцетти вийшов з ужитку під час понтифікату Івана Павла II, який носив лише атласну моцетту. Але папа Бенедикт XVI повернув традицію носіння зимової моцетти, одягши її під час традиційного стояння біля статуї Богородиці на Іспанській площі у Римі в 2005 році. В XVI ст. така моцетта носилась папами весь рік, але потім лише зимою або на особливих урочистостях.

## Наплічна накидка
Традиційно, в деяких країнах, т. зв. міністранти, що прислуговують при вівтарі, носять наплічні накидки. Вони менші за моцетту але мають схожу форму.